# Dorsal mesoatlàntica
La dorsal mesoatlàntica és una dorsal oceànica que s'estén en l'oceà Atlàntic dels 87° N (uns 33 km al sud del pol Nord) fins a l'illa Bouvet, 1.700 km al nord de l'Antàrtida, on es transforma en la dorsal atlanticoíndica, que continua cap a l'est. També s'obre a aquesta altura, cap a l'oest, la dorsal escocesa. Al nord d'Islàndia, la cadena continua el seu camí cap a l'oceà Àrtic. A l'alçada de l'equador terrestre, la serralada queda dividida en nord i sud per la fosa Romanche, que arriba a profunditats de quasi 7,8 km. En diversos punts, l'alçada de les muntanyes excedeix el nivell de mar, formant illes. La dorsal mesoatlàntica és considerada una dorsal d'expansió lenta, amb una expansió d'entre 1 i 10 centímetres per any.

## Característiques generals
La dorsal mesoatlàntica s'estén des de 87ºN fins a 54ºS, pel que representa un 40% de la longitud total de les dorsals oceàniques del món; la seva amplada, que es troba entre els 1.000 i 1.300 km de mitjana representa un terç de l'amplada de l'Atlàntic. Es tracta d'una dorsal d'expansió lenta, ja que s'expandeix a uns 30 mm/any. La dorsal és una llarga cadena muntanyosa submarina amb una extensió d'uns 16.000 quilòmetres -s'estén des de l'Àrtida fins al sud d'Àfrica. Aquesta cadena és equidistant respecte els dos continents que separa -Amèrica i Àfrica- i entre la dorsal i aquests continents s'hi estenen dues planes abissals. La dorsal també presenta una activitat sísmica, volcànica i hidrotermal important, fet que la converteix en un indret singular des del punt de vista geològic i biològic.
La dorsal mesoatlàntica sol separar-se, en la literatura acadèmica, en la dorsal mesoatlàntica sud (SMAR, per les seves sigles en anglès) la nord (NMAR); totes dues presenten taxes d'expansió, així com morfologia i estructura, similars.

## Descobriment
La primera teoria sobre la possibilitat que hi hagués una serralada al fons de l'Oceà Atlàntic fou inferida per Matthew Fontaine l'any 1853 tot basant-se en les mesures preses per l'USS Dolphin. Aquesta serralada va ser confirmada durant l'expedició del HMS Challenger del 1872. L'equip de científics de bord, liderat per Charles Wyville Thomson, va descobrir un aixecament de la topografia mentre intentaven traçar la nova ubicació d'un cable transatlàntic de telègfraf. Un estudi amb sònar, durant l'expedició Meteor, va confirmar l'existència d'una serralada a la zona i va determinar que s'estenia des del Cap d'Agulhas cap a l'Índic.
Als anys 1950, el mapa dels fons oceànics de la Terra fet per Marie Tharp, Bruce Heezen, Maurice Ewing i altres, va revelar que la dorsal mesoatlàntica tenia una batimetria estranya de valls i crestes, amb una vall central activa des del punt de vista sísmic que, alhora, era l'epicentre de molts terratrèmols. Ewing, Heezen i Tharp van descobrir que la cresta formava part d'un sistema continu de 40.000 km de longitud al fons oceànic de tots els oceans de la Terra. La descoberta d'aquest sistema mundial de crestes va portar a la teoria de l'expansió del fons oceànic i a l'acceptació general de la teoria de la deriva continental de Wegener en la forma modificada de la tectònica de plaques. La cresta és un element central en la teoria de la ruptura del supercontinent hipotètic de Pangea que va començar fa uns 180 milions d'anys.

## Geologia
La dorsal mesoatlàntica es troba damunt una protuberància progressiva que s'estén al llarg de l'Oceà Atlàntic; la dorsal descansa sobre el punt més elevat d'aquesta protuberància lineal. Hom creu que aquesta protuberància es troba causada per forces convectives ascendents de l'astenosfera que empenyen l'escorça oceànica i la litosfera. Aquest límit divergent es va formar durant el Triàsic, quan el supercontinent Pangea es va dividir per fosses tectòniques que fan formar un punt triple d'unió. Generalment, només dos de les fosses d'una unió triple formen part d'un límit divergent; els braços avortats que no arriben a formar escorça oceànica s'anomenen aulacogens. Els aulacogens de la dorsal mesoatlàntica van acabar convertint-se en alguna de les grans valls fluvials que recorren Amèrica i Àfrica, com ara la del Mississipi, l'Amazones o el Níger. La conca Fundy, a la costa atlàntica d'Amèrica del Nord és una prova de la dorsal mesoatlàntica ancestral.

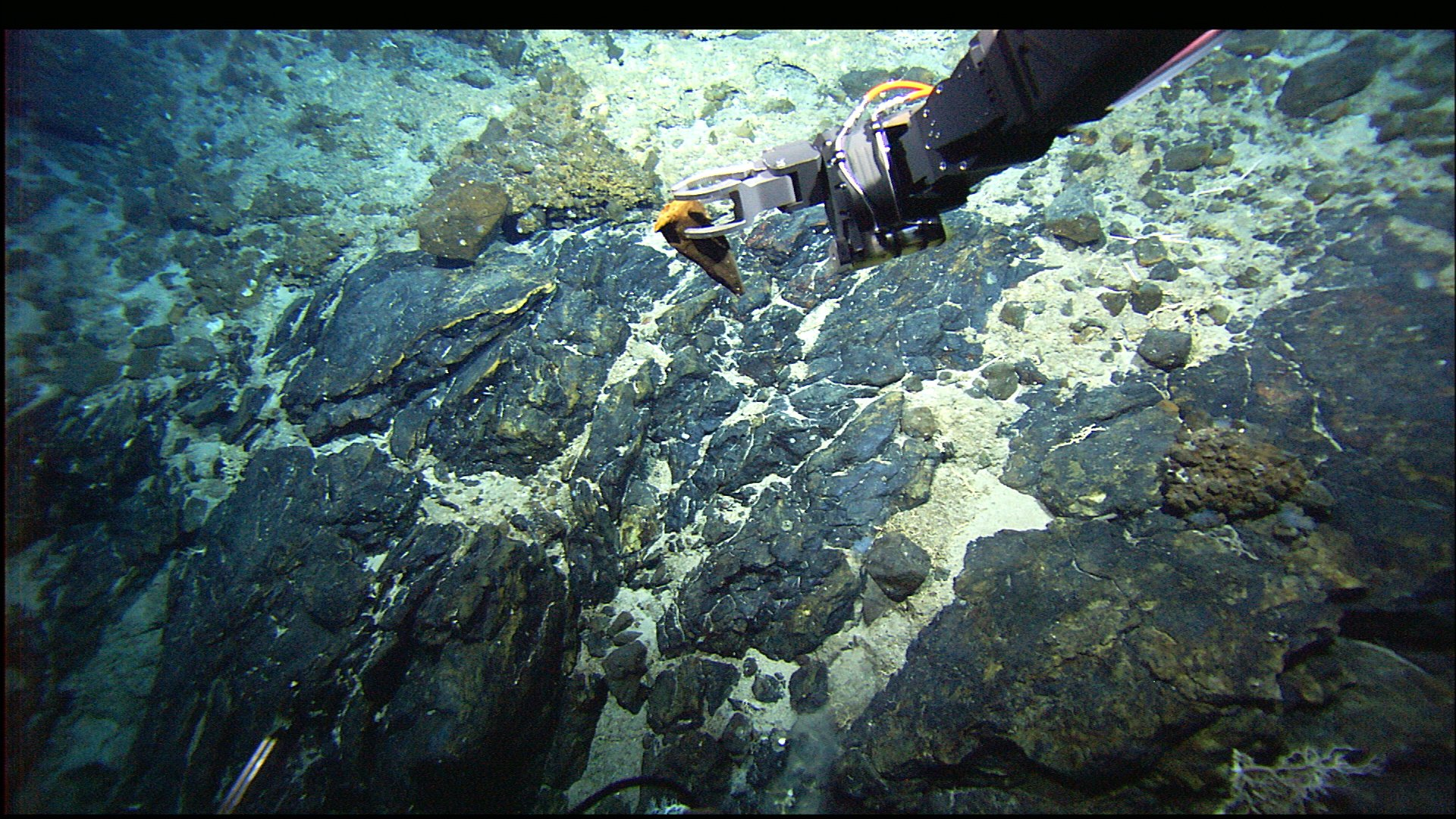
Basalts de la dorsal mesoatlàntica sent mostrejats pel robot Hercules ROV.

### Petrologia

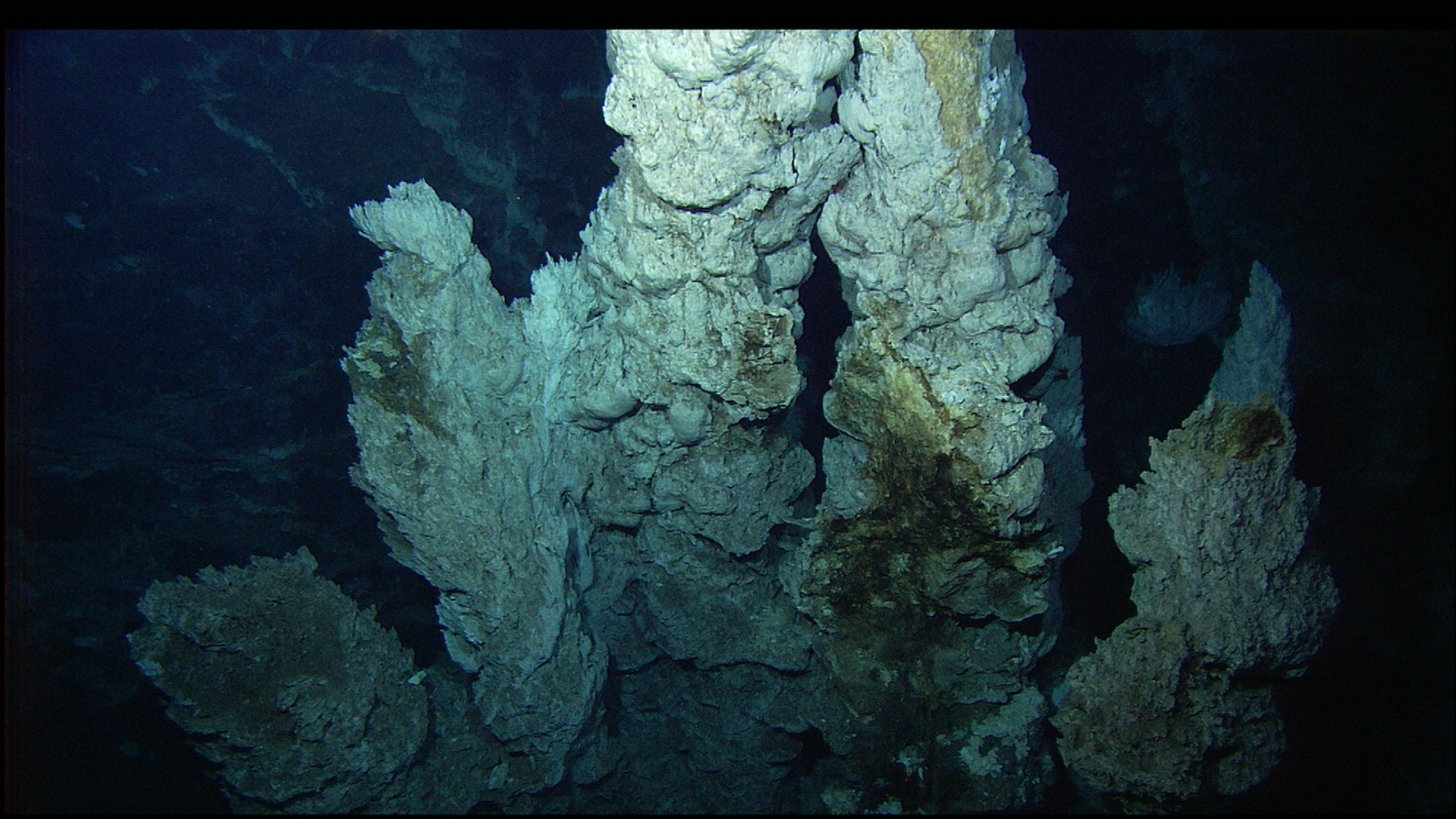
Formacions carbonatades a la dorsal mesoatlàntica, probablement producte de l'activitat hidrotermal.

La dorsal mesoatlàntica es caracteritza, com la majoria de dorsals oceàniques, per la presència abundant de roques volcàniques; són freqüents els basalts no metamorfitzats, així com les serpentinites i metabasites (roques metamòrfiques formades a partir de basalts i gabres). Les serpentinites es formen per la hidratació de les peridotites del mantell superior. Aquestes peridotites es troben associades a alguns segments més elevats dins la dorsal; aquests segments es trobarien relacionats amb plomalls mantèl·lics o punts calents amb un magmatisme molt actiu. Com en totes les dorsals, el tipus de basalts que s'hi troben són els basalts de les dorsals mesooceàniques, també coneguts com a MORBs (per les seves sigles en anglès Mid-ocean ridge basalts); la gran distribució d'aquesta mena de dorsals i la seva activitat magmàtica fan que aquesta mena de basalts sovint siguin considerades una de les roques més abundants de la Terra. Aquests basalts són toleitics, de composició subalcalina i rics en olivina (en la norma), així com amb menys d'un 0,25% de potassi.

### Formació
Probablement, la formació de la dorsal mesoatlàntica i, per tant, la separació entre l'actual Amèrica del Sud i l'Àfrica, va iniciar-se durant el Cretaci inferior, just després del trencament de Gondwana. Abans, durant l'etapa inicial de formació del rift (Juràssic inferior), Gondwana estava limitada, al sud, per una zona de subducció activa; alguns estudis relacionen aquesta zona de subducció amb l'obertura de l'Atlàntic (altres estudis relacionen l'obertura amb punts calents).

### Activitat hidrotermal

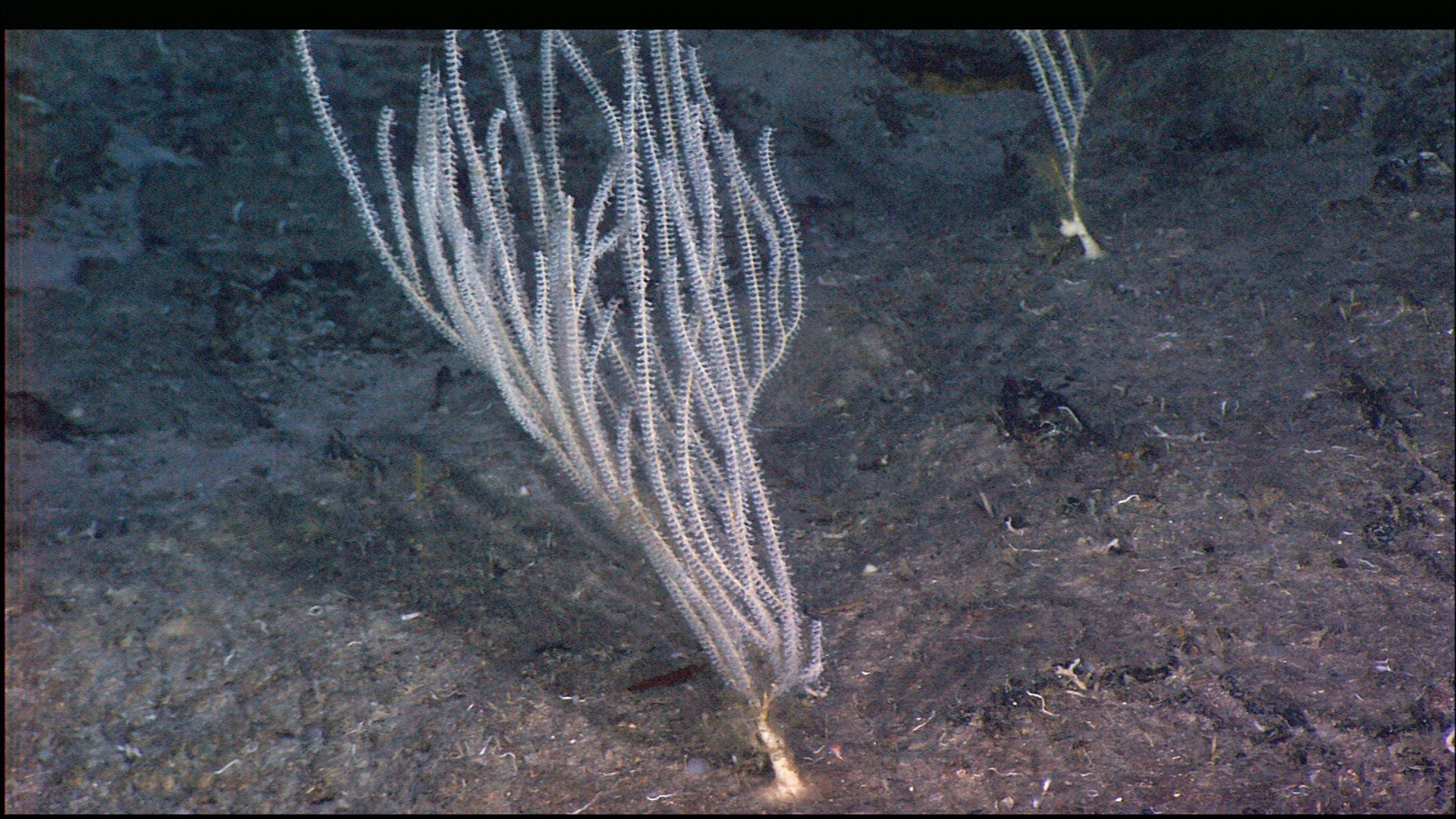
Coralls presents a la dorsal mesoatlàntica.

L'activitat hidrotermal és típica de les dorsals oceàniques i en el cas de la dorsal mesoatlàntica també és rellevant; aquesta activitat hidrotermal es caracteritza per emissions de fluids d'elevada temperatura, per sobre els 400 graus centígrads, rics en compostos químics reduïts. Aquestes emissions hidrotermals també poden contenir metalls pesants, compostos tòxics i elements radioactius. Com a conseqüència, la biodiversitat associada a aquestes àrees és prou singular, amb forts endemismes i poca diversitat d'espècies en comparació amb altres àrees abissals. Alguns estudis, en canvi, han trobat que la influència de la dorsal mesoatlàntica podria fomentar la biodiversitat, de manera general, degut a l'heterogeneitat dels substrats.

## Illes a la dorsal mesoatlàntica

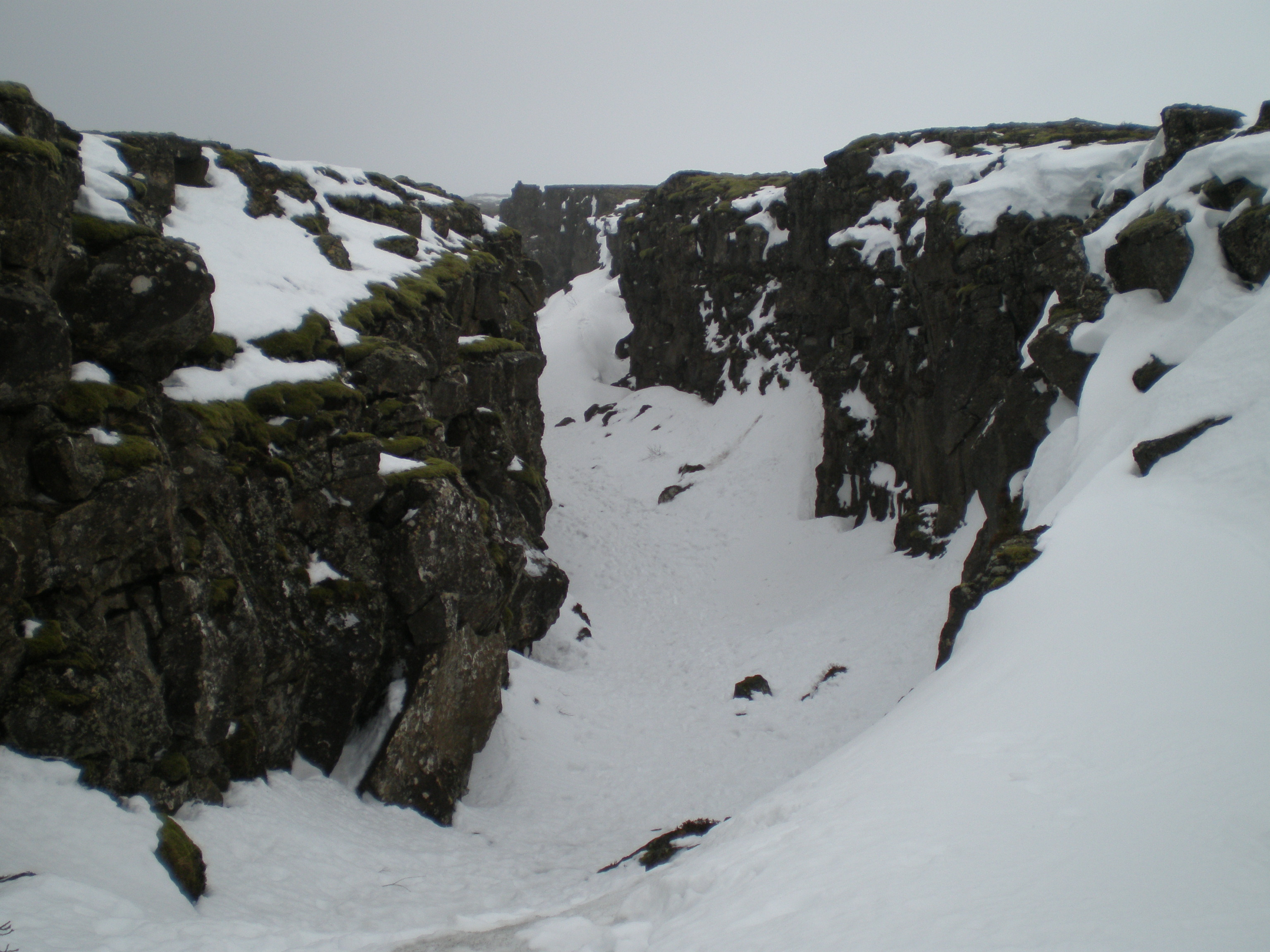
La dorsal mesoatlàntica en el seu pas per Islàndia

Les illes, de nord a sud, amb les seves respectives màximes altituds i localitzacions, són:
Hemisferi Nord:
1. Jan Mayen (Beerenberg, 2.277 m (71° 06′ N, 08° 12′ W), a l'oceà Àrtic.
2. Islàndia (Hvannadalshnúkur a Vatnajökull, 2.109,6 m (64° 01′ N, 16° 41′ W), per on passa la dorsal.
3. Açores (Ponta do Pico o Pico Alto, a l'illa de Pico, 2.351 m, (38° 28′ 0″ N, 28° 24′ 0″ O / 38.46667°N,28.40000°O).
4. Bermuda (Town Hill, a Main Island, 76 m (32° 18′ N, 64° 47′ W) (Bermuda fou formada en la dorsal, però actualment s'hi troba a l'oest).
5. Arxipèlag de Sant Pere i Sant Pau (Southwest Rock, 22,5 m, 00° 55′ 08″ N, 29° 20′ 35″ O / 0.91889°N,29.34306°O).

Hemisferi Sud:
1. Illa de l'Ascensió (The Peak, Green Mountain, 859 m, 7° 59′ S, 14° 25′ W).
2. Tristan da Cunha (Queen Mary's Peak, 2.062 m, 37° 05′ S, 12° 17′ W).
3. Illa de Gough (Edinburgh Peak, 909 m, 40° 20′ S, 10° 00′ W).
4. Illa de Bouvet (Olavtoppen, 780 m, 54° 24′ S, 03° 21′ E).